# Deutsches Technikmuseum

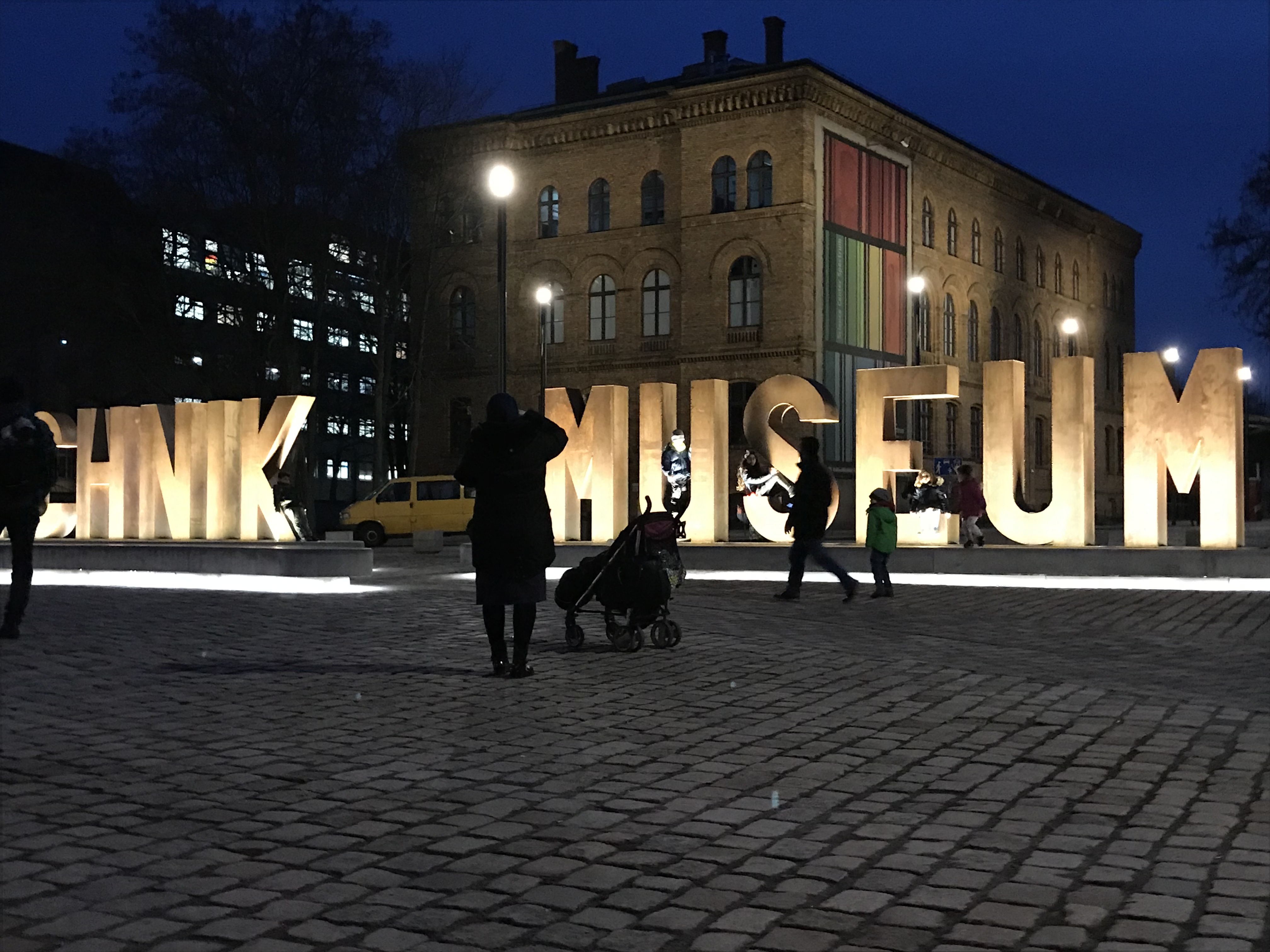
Vorplatz des Deutschen Technikmuseums, im Hintergrund das zur Stiftung gehörende Science Center Spectrum

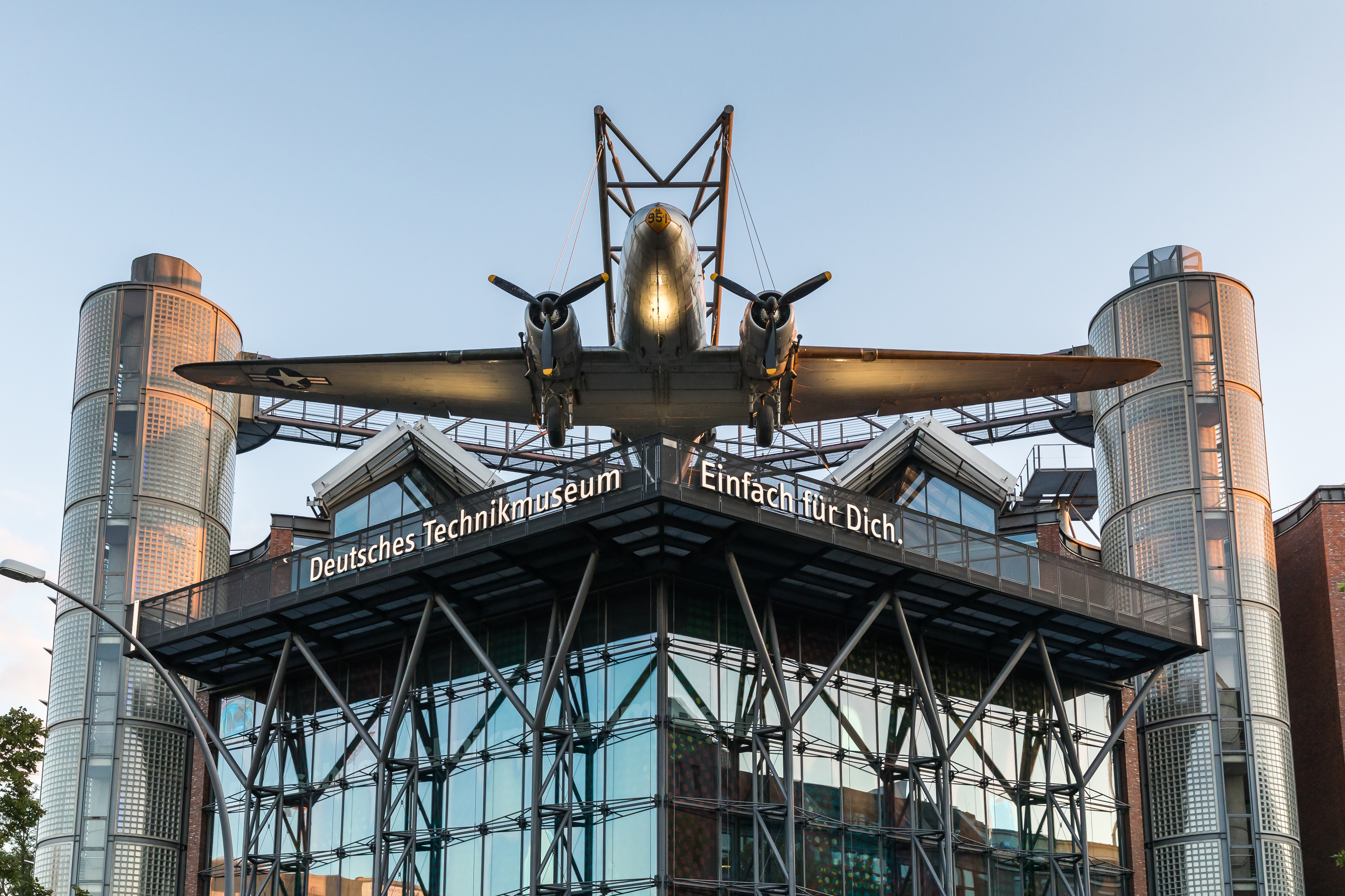
Eine Douglas C-47 Skytrain („Rosinenbomber“) auf dem Dach als Wahrzeichen des Deutschen Technikmuseums Berlin

Das Deutsche Technikmuseum wurde 1983 unter dem Namen Museum für Verkehr und Technik eröffnet, den es bis 1996 trug. Es sieht sich als Nachfolgeinstitution verschiedener technischer Museen, die es in Berlin bis zum Zweiten Weltkrieg gab, wie etwa des Verkehrs- und Baumuseums (im Hamburger Bahnhof), und befindet sich im Berliner Ortsteil Kreuzberg des Bezirks Friedrichshain-Kreuzberg. Das Museum hat 26.500 m² Ausstellungsfläche auf dem Gelände des ehemaligen Bahnbetriebswerks und Güterbahnhofs des Anhalter Bahnhofs. Es wurde 2019 von 635.382 Menschen besucht. Den thematischen Schwerpunkt bilden die drei großen Verkehrsbereiche (Schienenverkehr, Luft- und Schifffahrt mit je etwa 6000 m² Ausstellungsfläche), allerdings möchte das Museum möglichst alle Bereiche der Technik darstellen und verfügt deshalb auch über Ausstellungen beispielsweise zur Druck-, Nachrichten-, Produktions- und Filmtechnik. Das Museum versteht sich als ein kulturgeschichtliches Technikmuseum, das technische Entwicklungen in ihren Wechselwirkungen zur gesellschaftlichen, wirtschaftlichen und politischen Geschichte darstellt.

## Geschichte des Museums
Das Deutsche Technikmuseum wurde 1982 gegründet und 1983 eröffnet. In der Gründungsphase ist es nicht gelungen, das Verkehrs- und Baumuseum (VBM) im Hamburger Bahnhof als Standort für das Deutsche Technikmuseum zu erhalten. Die Objekte des VBM wurden 1984 nach Übernahme der S-Bahn in West-Berlin durch die BVG auf das Verkehrsmuseum Dresden und das Deutsche Technikmuseum verteilt.
Das Museum liegt in unmittelbarer Nähe zum Landwehrkanal in der Trebbiner Straße auf einem ehemaligen Gewerbe- und Bahngelände von 1874, auf dem sich das Bahnbetriebswerk des Anhalter Bahnhofs mit zwei Ringlokschuppen und die Verwaltungsgebäude der Markt- und Kühlhallengesellschaft befinden, neben dem ehemaligen Postbahnhof Luckenwalder Straße unweit des U-Bahnhofs Gleisdreieck. Dieses historische Bauensemble ist zugleich ein wichtiges Objekt des Museums. Im Inneren der historischen Gebäude sind zum Teil auch originale Details wie die Spillanlage in den Lokschuppen oder eine Pferdetreppe im Gebäude der Markt- und Kühlhallengesellschaft erhalten.
Ein 1996 begonnener Neubau wurde dem Museum am 21. März 2001 übergeben, die offizielle Einweihung erfolgte am 14. Dezember 2003. Auf dem Dach des städtebaulich prominent zur Hochbahn gelegenen Gebäudes wurde am 8. Mai 1999 ein „Rosinenbomber“ vom Typ Douglas C-47 B Skytrain angebracht, der seitdem ein Wahrzeichen des Museums ist.
Nach Abschluss der ersten Ausbauphasen mit der Errichtung des Neubaus verfügt das Haus seit dem 16. April 2005 über 25.000 m² Ausstellungsfläche. Zum 1. September 1996 erfolgte die Umbenennung in Deutsches Technikmuseum Berlin.
Im Jahr 2002 wurde die Stiftung Deutsches Technikmuseum Berlin gegründet, zu der auch das Science Center Spectrum gehört, das ebenfalls auf dem ehemaligen Betriebsgelände des Anhalter Güterbahnhofs liegt. Von 2002 bis Juni 2016 gehörten auch die Archenhold-Sternwarte in Alt-Treptow und das Zeiss-Großplanetarium in Prenzlauer Berg der Stiftung an. Das ehemals eigenständig zur Stiftung gehörende Zucker-Museum im Wedding wurde 2015 als Abteilung im Haupthaus des Museums neu eröffnet.
Der Gründungsdirektor war Günther Gottmann. Von 1999 bis 2003 hatte Liselotte Kugler die Leitung inne und von 2003 bis 2020 Dirk Böndel. Seit August 2020 leitet Joachim Breuninger das Technikmuseum.
Seit 2011 ist das Technikmuseum gemeinsam mit der Hochschule für Technik und Wirtschaft Berlin Träger des Berliner Zentrum Industriekultur (bzi). Das bzi beschäftigt sich mit dem industriellen Erbe in Berlin und macht mithilfe verschiedener Formate (Forschung, Veranstaltungen, Publikationen) die Industriegeschichte Berlins einer breiten Öffentlichkeit zugänglich.
Die Verantwortung für den Bereich Öffentlichkeitsarbeit lag von 1982 bis 2006 in den Händen von Maria Borgmann.

## Ständige Ausstellungen

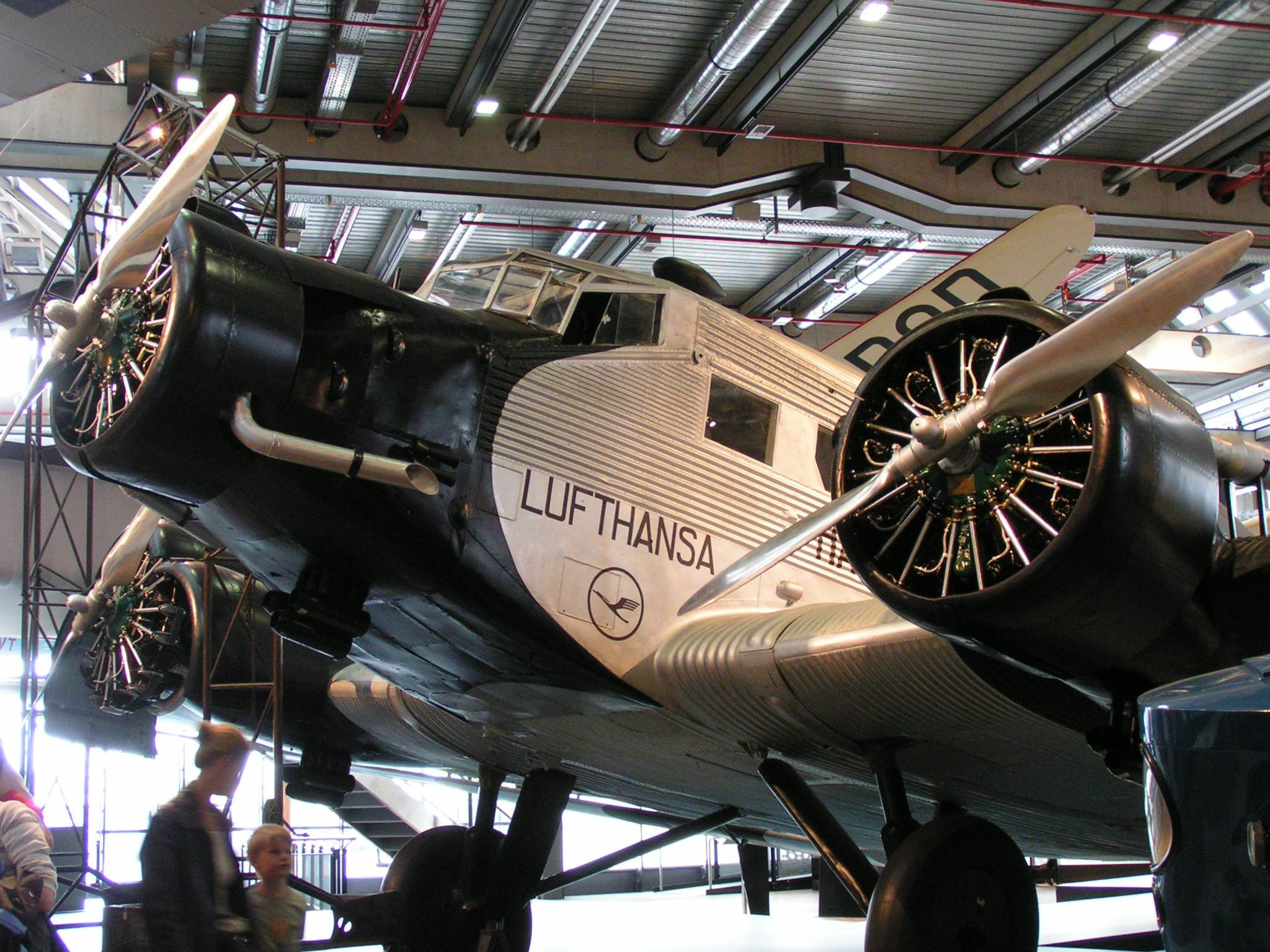
Junkers Ju 52/3m (Hans Kirschstein) in der Luftfahrtabteilung

### Luft- und Raumfahrt
Die Luft- und Raumfahrtausstellung dokumentiert die Entwicklung auf diesen Gebieten während des 20. Jahrhunderts. Zu den zahlreichen Exponaten zählen die einzige erhaltene Jeannin-Stahltaube, Baujahr 1914, aus den Anfängen der militärischen Luftfahrt. Zentrales Objekt dieser Ausstellung ist das Verkehrsflugzeug Junkers Ju 52 (Spitzname: „Tante Ju“), das den Namen Hans Kirschstein trägt.
Seltene Erinnerungsstücke eines Flugkapitäns der Deutschen Lufthansa und eines bekannten Sportfliegers beleuchten ihren fliegerischen Alltag. Das zweisitzige kunstflugtaugliche Reise- und Schulflugzeug Arado Ar 79 zeigt den Stand der Entwicklung des Zivilflugzeugbaus bei den Arado Flugzeugwerken vor dem Zweiten Weltkrieg.
Der Ausstellungsbereich zum Zweiten Weltkrieg thematisiert Aufbau und Untergang der deutschen Luftwaffe und zeigt, wie die Nationalsozialisten die Faszination des Fliegens für ihre Zwecke missbrauchten. Das Wrack eines Ju-87-Sturzkampfbombers lässt das Zerstörungspotential des Flugzeugs als Waffe erahnen. Seit 2003 lässt das Museum eine Focke-Wulf Fw 200 wiederaufbauen, der Typ, ab 1937 zivil und militärisch genutzt, soll ab 2025 ausgestellt werden. Die Medienstation Mensch und Krieg zeigt anhand von sechs Biografien die Lebenswege ehemaliger Luftwaffenangehöriger. Seit März 2008 befindet sich eine VFW-614 als Beispiel für eine deutsche Flugzeugentwicklung nach dem Zweiten Weltkrieg im Besitz des Museums.
Eine Ausstellungseinheit zur Flugzeugtechnik veranschaulicht die Entwicklung und Funktionsweise von Einzelkomponenten wie Motor, Fahrwerk oder Propeller. Ein gläsernes Flugzeug, eine partiell geöffnete Arado Ar 96 aus dem Jahr 1943, gewährt einen Einblick in die komplexe Technik eines Luftfahrzeugs.
Im Mittelpunkt des Raumfahrtbereichs steht der deutsche Beitrag zur Entwicklung der Raketentechnologie. Die Darstellung beginnt mit den Phantasien und Experimenten der frühen Enthusiasten und endet mit der Vereinnahmung dieser Technologie für die Rüstungspläne der Nationalsozialisten. Zeichnungen von Augenzeugen dokumentieren die menschenverachtenden Arbeitsbedingungen der KZ-Häftlinge, die in der Raketenproduktion in Dora-Mittelbau eingesetzt wurden.
Darüber hinaus befindet sich in der Abteilung das Schaumodell der Deutschen Luftfahrtsammlung Berlin, die in den 1930er und 1940er Jahren die umfangreichste Sammlung und Ausstellung zur Geschichte und Technik der Luftfahrt war.
Holger Steinle war von 1985 bis zu seiner Pensionierung 2013 Leiter der Luft- und Raumfahrtabteilung. 2025 wird die Abteilung von Astrid Venn geleitet.

### Schifffahrt

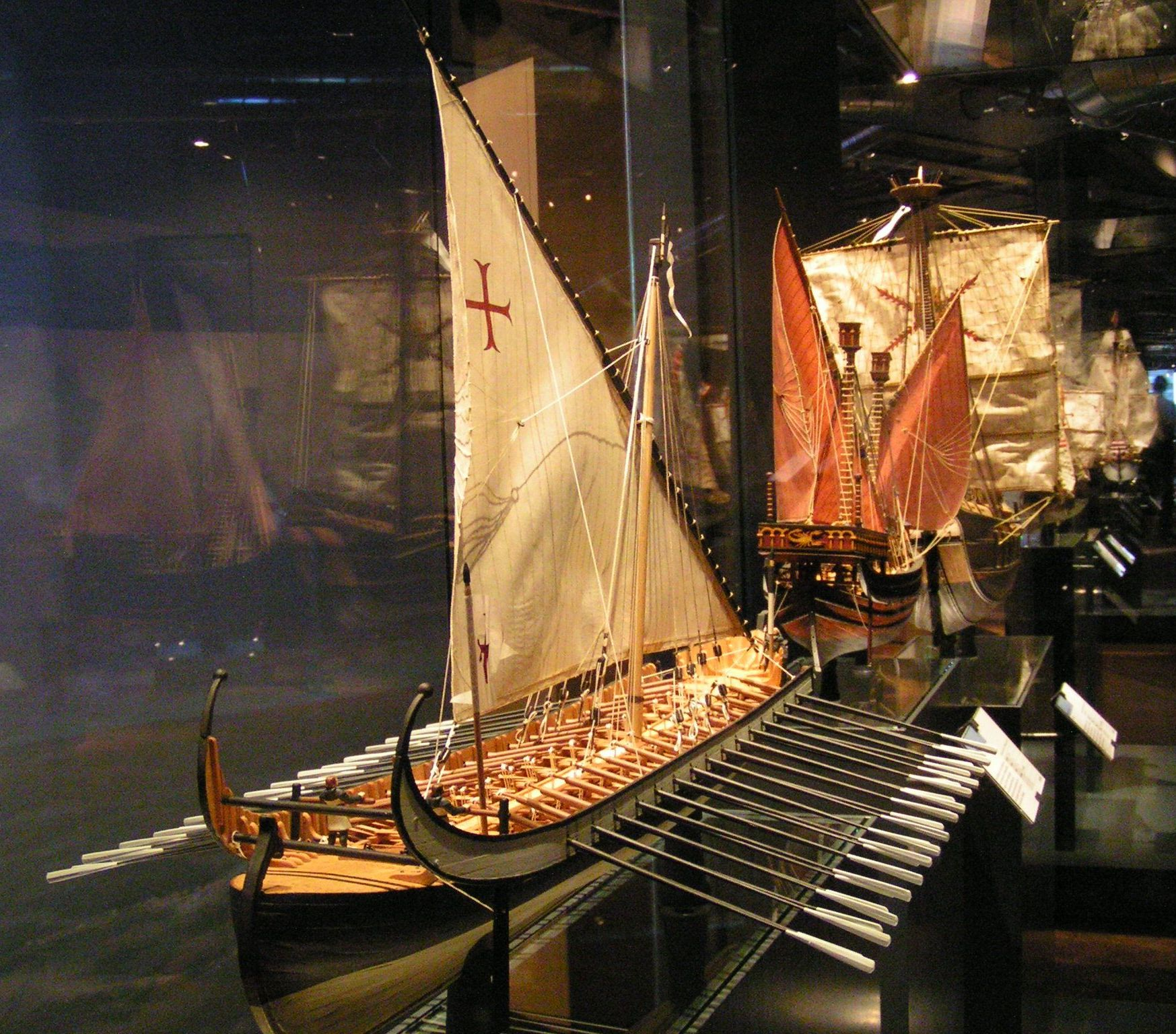
Schiffsmodelle zeigen die Entwicklung des Schiffbaus

Die Ausstellung Lebenswelt Schiff dokumentiert 10.000 Jahre Schifffahrtsgeschichte mit rund 1100 Exponaten auf drei Etagen. Im Erdgeschoss wird die Binnenschifffahrt mit mehreren Großobjekten wie dem märkischen Schlepper Kurt Heinz von 1901 präsentiert. Als ein zentrales Objekt befindet sich hier auch der 33 m lange Kaffenkahn von 1840, der die Architektur dieses Museumsteils bestimmte. Technisch recht anspruchslos, versinnbildlicht der aus dem Schlick der Havel geborgene Kahn das Anliegen der Ausstellung, die enge Beziehung zwischen Mensch und Schiff, zwischen Kulturgeschichte und Schifffahrtsgeschichte aufzuzeigen: Eine große Anzahl von Schiffen dieser Art brachte im 19. Jahrhundert die Ziegel nach Berlin, mit denen die rasch wachsende Metropole ausgebaut wurde.
Im ersten Obergeschoss wird die Theorie des Schiffs mit Fragen zur Strömungstechnik, zur Längsfestigkeit und zur Effektivität von Schrauben- und Radantrieb behandelt.
Im zweiten Obergeschoss wird die internationale Hochseeschifffahrt in ihrer kulturgeschichtlichen Bedeutung gezeigt – sie ermöglichte die Entdeckung fremder Kontinente, den Kultur- und Warentransfer, aber auch Krieg und Kolonialisierung. Im Galeriegeschoss sind die Sportschifffahrt, etwa 50 Schiffsmodelle im Maßstab 1:50 und wissenschaftliche Versuche ausgestellt, die das Deutsche Technikmuseum in einem interdisziplinären Forschungsprojekt in Zusammenarbeit mit dem Institut für Schiffs- und Meerestechnik sowie der Versuchsanstalt für Wasserbau und Schiffbau an der Technischen Universität Berlin durchführte.
Ein eigenes Kabinett ist dem ehemaligen Verkehrs- und Baumuseum und dem ehemaligen Institut und Museum für Meereskunde gewidmet, den beiden bedeutenden Vorgängerinstitutionen der Schifffahrtsabteilung.

### Schienenverkehr

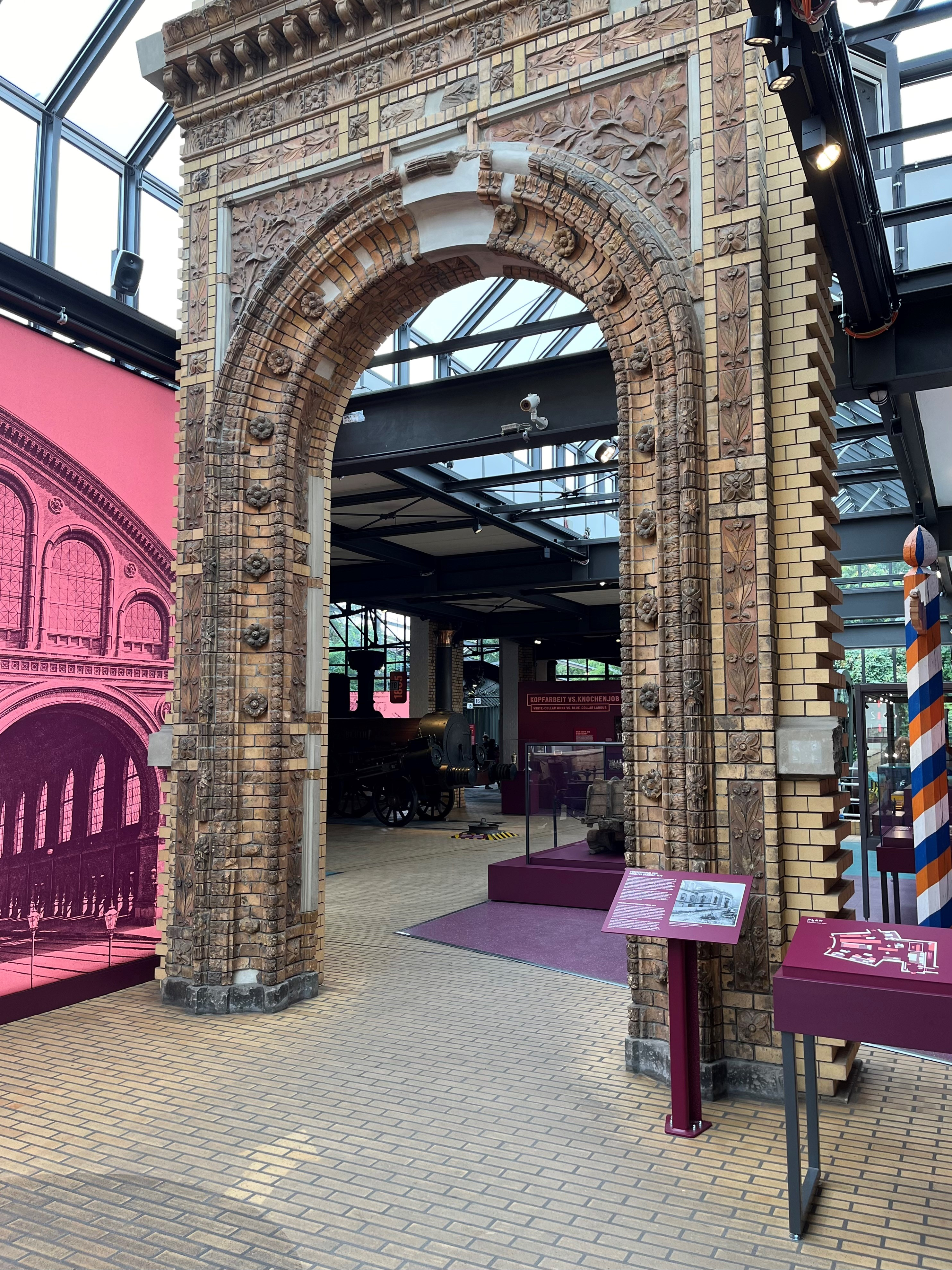
Das Fürstenportal vom ehemaligen Anhalter Bahnhof bildet den Auftakt zur Dauerausstellung Eisenbahn: Revolution und Alltag

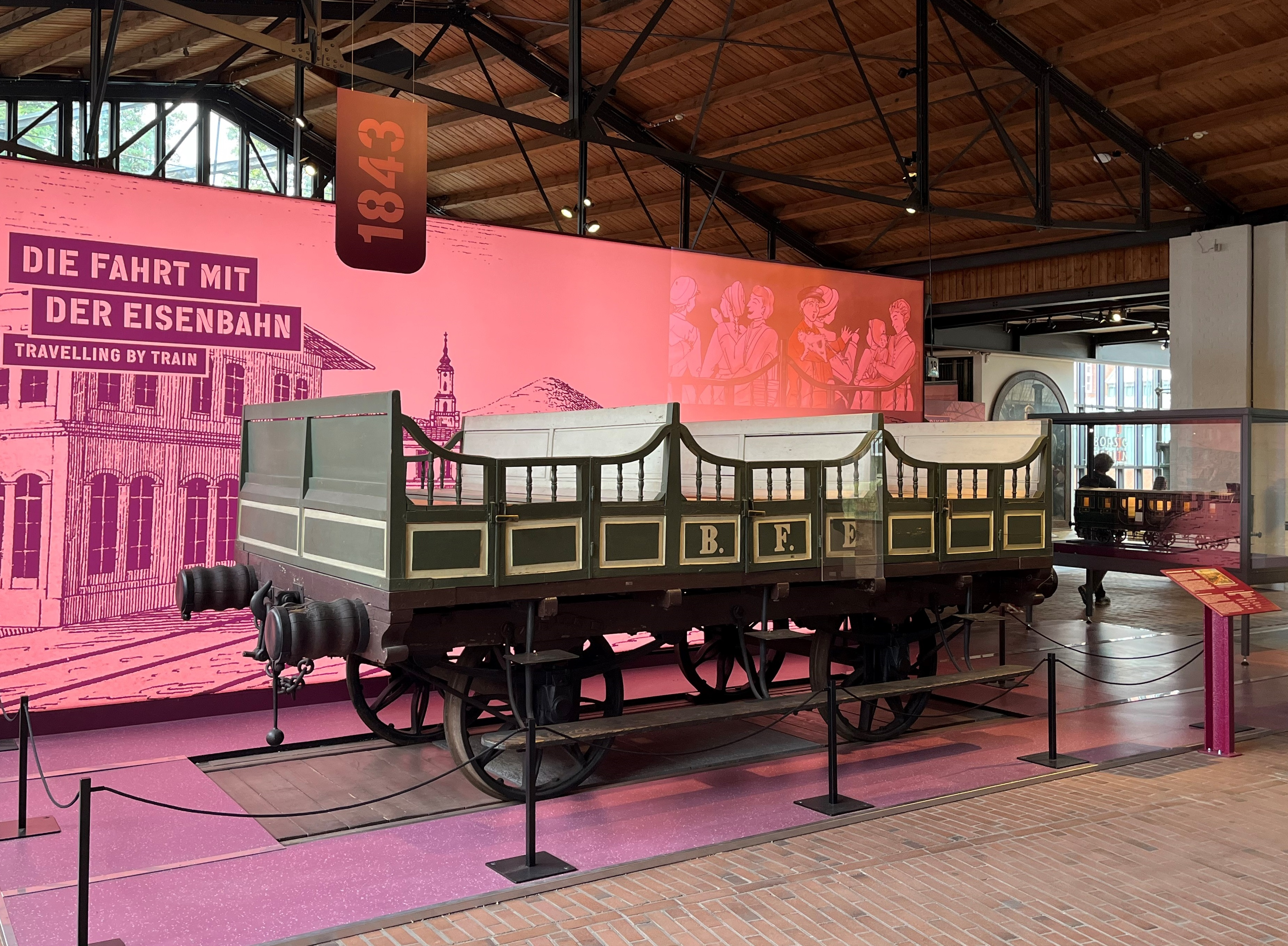
Offener Personenwagen von 1843. Als einer der weltweit ältesten erhaltenen Reisezugwagen ist er das zentrale Objekt im Ausstellungsabschnitt zum Reisen in der Eisenbahn-Frühzeit.

Die Eisenbahn-Ausstellung wurde als eine der ersten des Museums bereits 1987/1988 eröffnet und zwischen 2020 und 2024 grundlegend neu konzipiert und gestaltet. Seitdem trägt sie den Titel Eisenbahn: Revolution und Alltag. Untergebracht ist die Ausstellung im Doppel-Ringlokschuppen des ehemaligen Betriebswerks Anhalter Bahnhof von 1874. Hier sind 40 originale Schienenfahrzeuge aus der Zeit von 1843 bis 1960 zu sehen. Hinzu kommen historische Modelle im Großmaßstab 1:5 aus den Beständen des früheren Verkehrs- und Baumuseums (im vormaligen Hamburger Bahnhof). Aus dieser Vorläuferinstitution stammen unter anderen auch einmalige Objekte wie der offene Personenwagen von 1843 der Breslau-Freiburger-Eisenbahn oder die preußische Schnellzugdampflok S 10 von 1911, die bereits 1934 einseitig aufgeschnitten wurde, um die Funktionsweise einer Dampflok zu veranschaulichen.
Einige der in den 1980er Jahren erworbenen Fahrzeuge wurden im letzten Betriebszustand oder sogar beschädigt belassen, um Gebrauchsspuren und Veränderungen als Dokument der Nutzungsgeschichte zu erhalten. Am deutlichsten wird das bei der Dampflok der Baureihe preußische P 8, die seit 1945 bei der polnischen Staatsbahn PKP im Einsatz stand und nach ihrer Bahnnutzung noch als Heizlokomotive in einem Krankenhaus Verwendung fand. Seit 2018 wurde der hohe Anteil von Dampfloks in der Ausstellung durch Leihgaben u. a. an das Deutsche Dampflok-Museum reduziert. An deren Stelle traten Fahrzeuge, die Traditionen elektrischer Traktion belegen, so beispielsweise als Neuzugang der Leichtbau-S-Bahn-Triebwagen 471 462. Umfassend restauriert und als zentrales Objekt der neuen Dauerausstellung inszeniert wurde der frühe Elektrotriebwagen ET 183 05 von 1899.
Die Ausstellung zeigt deutsche und europäische Eisenbahngeschichte in chronologischer Anordnung und erklärt zugleich die Geschichte des ehemaligen Anhalter Bahnhofs. Zum Zeitpunkt ihrer Einrichtung war sie im deutschsprachigen Raum die erste museale Präsentation, in der die Geschichte der Eisenbahn in das jeweilige kultur-, wirtschafts- und politikgeschichtliche Umfeld eingebettet wurde. Deshalb sind im Abschnitt zur Frühzeit der Eisenbahnen beispielsweise zeitgenössische Ölgemälde aus dem Zyklus Lebensgeschichte einer Lokomotive von Paul Friedrich Meyerheim zu sehen.
Ebenfalls zum ersten Mal wurde die Rolle der Eisenbahn bei den Deportationen während der Zeit des Nationalsozialismus thematisiert. Rund um einen Güterwagen wie er typischerweise in Zügen zu den Konzentrationslagern verwendet wurde, sind seit 1988 in der Ausstellungseinheit „Judendeportationen“ mit der Deutschen Reichsbahn 1941–1945 u. a. die Schicksale von zwölf in der NS-Zeit ermordeten Berlinerinnen und Berlinern dargestellt.
Im historischen Lokschuppen befindet sich auch eine Modelleisenbahn-Anlage, die die Gleisanlagen und Gebäude des Anhalter Personenbahnhofs, des Güterbahnhofs und des Bahnbetriebswerks sowie einige umliegende Gebäude im Zustand von 1938 im Maßstab 1:87 (Modellgröße H0) zeigt. Sie soll die einstigen Betriebsabläufe und Baustrukturen verdeutlichen und es Besuchern ermöglichen, die heutigen Bebauungsreste auf dem Gelände des Museums sowie im Stadtraum zu erkennen und einzuordnen.
Alfred Gottwaldt war von 1983 bis zu seiner Pensionierung 2014 Leiter der Abteilung Schienenverkehr. Seit 2016 ist die Abteilung Schienenverkehr Teil des Sammlungsbereichs Landverkehr, der von Lars Quadejacob geleitet wird.
Die Überarbeitung der restlichen Ausstellung zum Schienenverkehr in den Lokschuppen soll bis voraussichtlich 2028 umgesetzt werden.

### Straßenverkehr

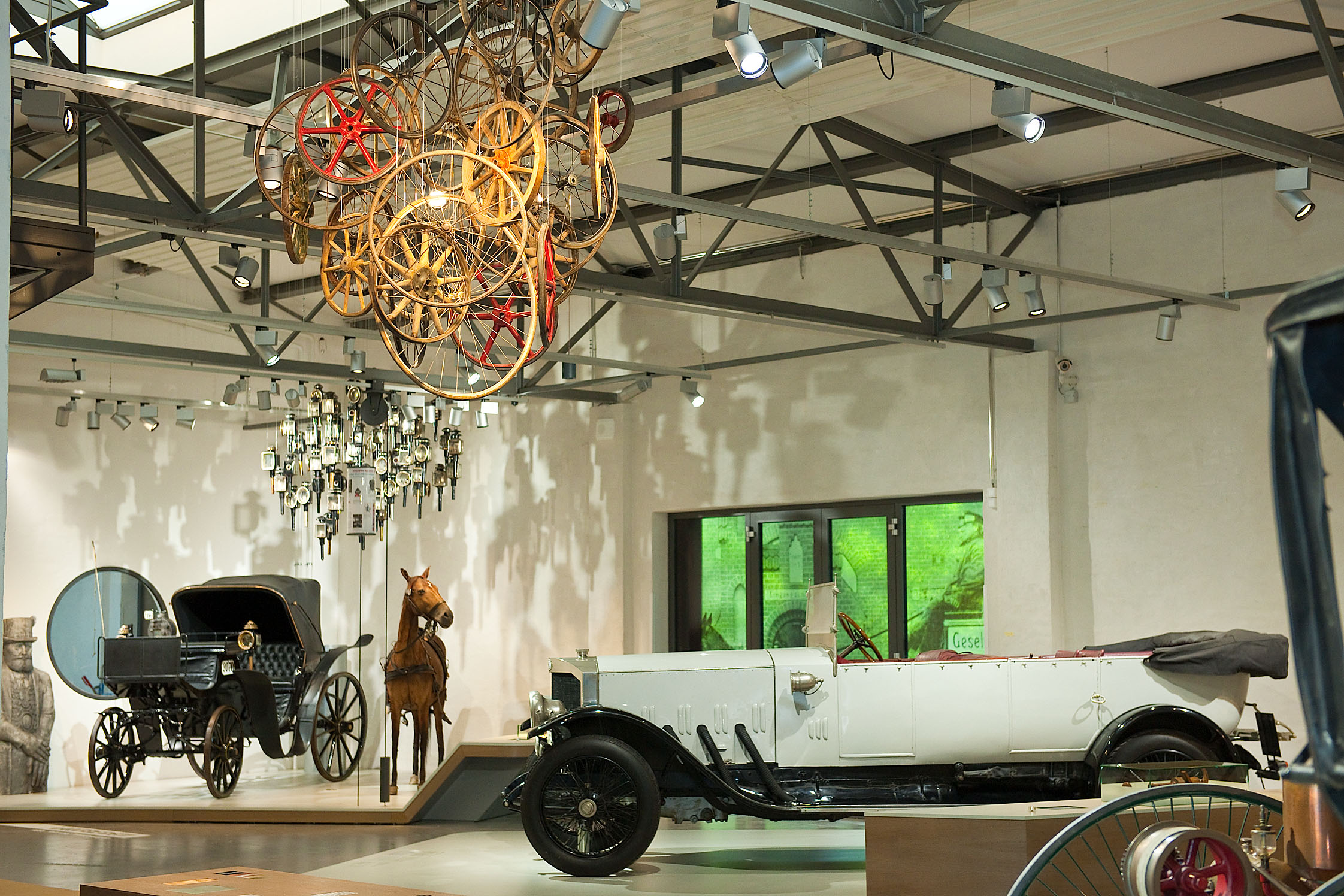
Blick in die Ausstellung Mensch in Fahrt, im Vordergrund ein Benz 21/50 PS aus dem Jahr 1914

Die Sammlung zum Thema Straßenverkehr gehört zu den umfangreichsten des Deutschen Technikmuseums. Mehr als 270 Kraftfahrzeuge (vom De-Dion-Dampfwagen, Baujahr 1883, bis zum NSU Ro 80 mit Kreiskolbenmotor, Baujahr 1972) und ebenso viele Motorräder, über 400 Fahrräder und 20 Pferdekutschen und -schlitten gehören zum Bestand, der auch bedeutende Einzelsammlungen wie die Zündapp-Werkssammlung umfasst. Diese wurde nach dem Zündapp-Konkurs 1984 erworben, sie umfasst außer 80 Motorrädern das gesamte Werksarchiv, darunter die fotografische Dokumentation der Produktionsanlagen von 1930 durch Albert Renger-Patzsch. Im Stil der Neuen Sachlichkeit gehalten, wurden diese Bilder teilweise in dem stilbildenden Fotoband Eisen und Stahl (1930) publiziert.
Seit 2011 werden 39 Fahrzeuge der Sammlung in der Ausstellung Mensch in Fahrt gezeigt. Diese ist an der Ladestraße des Museums in einem früheren Schuppen des Anhalter Güterbahnhofs untergebracht. Sie zeigt, wie Automobilität den Alltag veränderte und verändert und erinnert auch an Berlin als früheres Zentrum der Autoindustrie – anhand heute vergessener Automobilfirmen, deren Konstruktionen als Dreirad-, Kleinwagen-, Stromlinien- und Elektrofahrzeuge eine große Bandbreite aufwiesen, die aber auch beispielsweise mit Amphibienfahrzeugen in „genialen Sackgassen“ endeten.
Im Jahr 2017 hat das Deutsche Technikmuseum begonnen, in seinen Sammlungen nach Objekten zu suchen, die eventuell während der NS-Zeit vor allem jüdischen Eigentümern zu Unrecht entzogen wurden. Die Sammlung historischer Kraftfahrzeuge ist die erste, die seitdem auf ihre Provenienz hin überprüft wird.
Zahlreiche Automobile und Zweiräder der Sammlung befinden sich als Dauerleihgabe in in- und ausländischen Partnermuseen.

### Kommunalverkehr

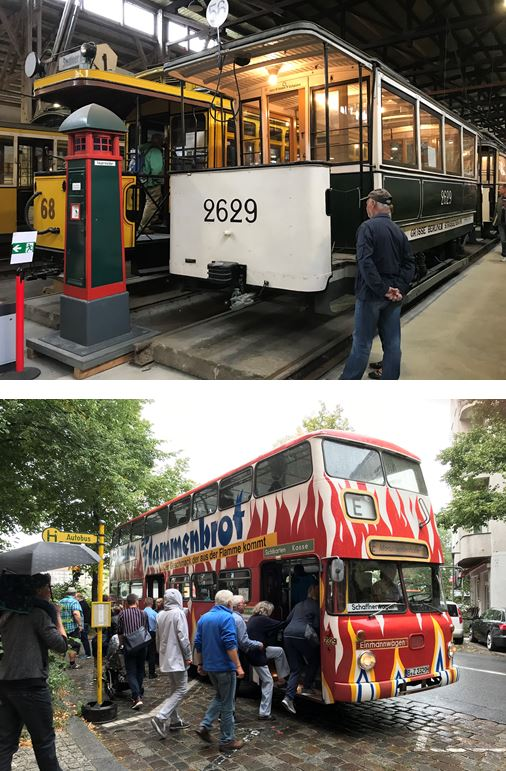
Blick in das Depot für Kommunalverkehr und Shuttle-Verbindung mit historischen Bussen an den Tagen der offenen Tür

Die Sammlung Kommunalverkehr befindet sich im Depot für Schienenfahrzeuge des Museums, das in einer ehemaligen Schnelltriebwagenhalle der Deutschen Reichsbahn, etwa zwei Kilometer südlich des Museumsgeländes, untergebracht ist. Als eine Art Schaudepot war es ausschließlich alljährlich an den Septembersonntagen – bei freiem Eintritt – für die Öffentlichkeit zugänglich. An diesen Tagen der offenen Tür war das Depot über regelmäßige Fahrten auf der Anschlussbahn und mit historischen Bussen mit dem Haupthaus des Museums verbunden. Im Januar 2023 gab das DTM bekannt, dass aufgrund des schlechten baulichen Zustands der Monumentenhalle zukünftig keine Führungen mehr stattfinden können. Ein Teil der dort untergebrachten Fahrzeuge soll aber in die Ausstellung für Schienenverkehr überführt werden.
Auf rund 4000 Quadratmetern werden mehr als 50 Fahrzeuge aus 150 Jahren öffentlichen Nahverkehrs gezeigt, darunter 14 Straßenbahnwagen, vier U-Bahn- (darunter der ersten Bauserie von 1908) und drei S-Bahn-Wagen (u. a. der legendären Bauart Stadtbahn) sowie 13 Busse, etwa die stadtbildprägenden Schnauzenbusse der 1920er und 1930er Jahre. Auch Fahrzeuge wie ein Elektro-Paketauslieferungswagen der Berliner Firma Bergmann, ein Ford-Holzvergaser-Lkw oder ein Stromlinienbus-Unikat der 1930er Jahre, damals von einem Busunternehmer selbst gebaut, sind zu sehen.
Zu den hier untergebrachten Vollbahnfahrzeugen zählen u. a. eine Dampfschneeschleuder, die preußische E-Lok ES 2 und ein preußischer Abteilwagen, der 80 Jahre als Kindergarten genutzt wurde und zudem an den NS-Gegner Erich Klausener erinnert.

### Produktionstechniken
Gezeigt wird manuelle und industrielle Produktionstechnik des 19. und 20. Jahrhunderts; beispielhaft die Herstellung eines Koffers.
In der Ausstellung zur manufakturellen Schmuckproduktion werden Produktionstechniken wie Prägen-Pressen-Stanzen, Ziehen-Walzen, Gießen, Schleifen-Polieren, Guillochieren-Gravieren, die Kettenherstellung und die handwerklichen Techniken des Goldschmiedeberufs vorgestellt, mit denen Schmuckstücke wie Armreife, Ringe, Broschen, Creolen, Manschettenknöpfe, Serviettenringe hergestellt wurden. Es finden Vorführungen an historischen Maschinen wie einem Fallhammer zum Hohlprägen, der Schleudergussanlage zum Gießen von Schmuckteilen und der Guillochier-Maschine zum Dekorieren von glatten Oberflächen mit geometrischen Mustern statt.
In der Eingangshalle befindet sich eine historische Werkstatt mit typischen transmissionsangetriebenen Werkzeugmaschinen aus dem Bereich der Metallbearbeitung, die im Zuge der technisch-industriellen Entwicklung im 19. Jahrhundert zum Standard wurden und in kleineren Betrieben bis in die 1970er Jahre Verwendung fanden.
2025 wird die Abteilung von Nora Thorade geleitet.

### Textiltechnik
Die Ausstellung Textiltechnik zeigt Textilien verschiedener Art und ihre Herstellung, wobei den Maschinen die damit hergestellten Erzeugnisse gegenübergestellt werden. Foto- und Diapräsentationen zeigen die Arbeit in den dokumentierten Betrieben.
Die weltweite Arbeitsteilung mit ihrer Verlagerung der Industriearbeit in den Süden wird am Beispiel von Indien thematisiert. Dem gegenüber steht die Entwicklung von Hochtechnologien im Norden.
Weltweite Zusammenhänge werden anhand des Einsatzes der Informationstechnologie aufgezeigt, die in der Textiltechnik schon seit 1805 eine herausragende Rolle spielt. Ein Bandwebstuhl ist das zentrale Exponat zur Verwandtschaft zwischen Textil- und Datentechnik. Die Geschichte der Filzherstellung, Hutmacherei und Seidenblumenmanufaktur wird ebenfalls dokumentiert. In das Thema Filz ist am Beispiel eines Teils einer Jurte das Thema Textiles Bauen integriert.

### Rechen- und Automationstechnik, Nachrichtentechnik

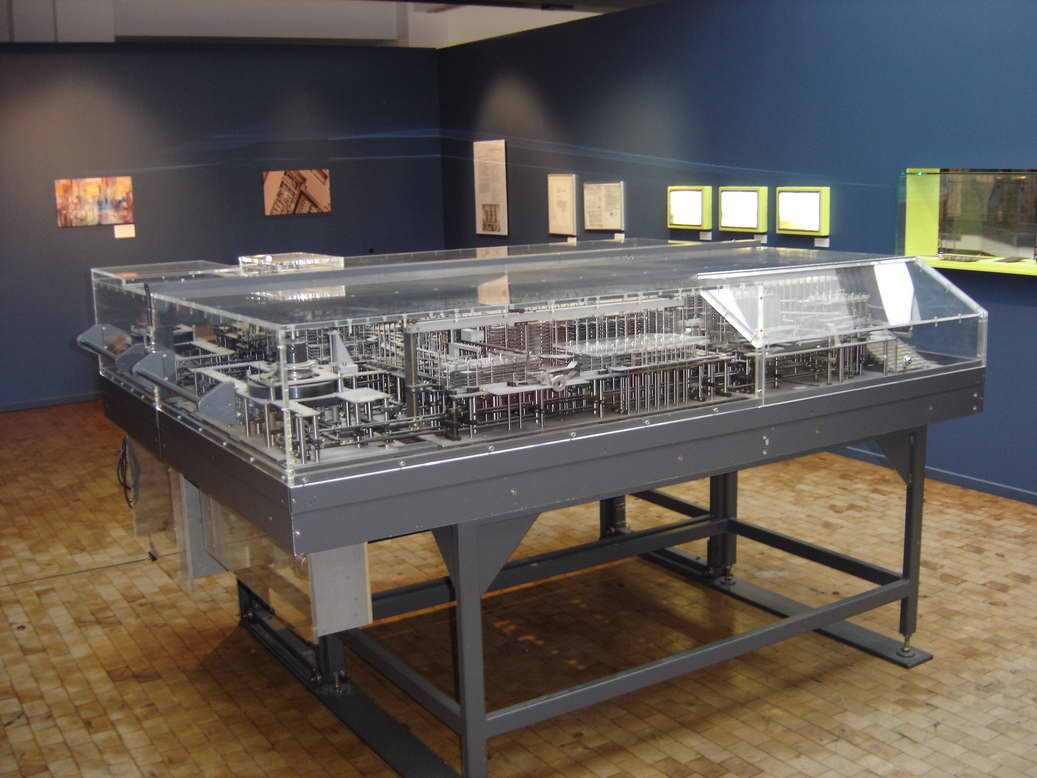
Nachbau des Zuse Z1

Das Lebenswerk Konrad Zuses ist Thema einer Ausstellung des Museums zur Rechen- und Informationstechnik. Zu sehen sind fast alle von ihm gebauten Rechner – von der Z1 bis zur Z31 mit der Vielfalt ihrer Zusatzgeräte und Anwendungen – im Zusammenhang mit der Firmen- und Familiengeschichte sowie das Originalbuch mit der Programmiersprache Plankalkül zu sehen. Gezeigt wird auch die andere Seite des Technikers: seine abstrakten und expressiven Gemälde.
Die Ausstellung zur Geschichte der Nachrichtentechnik gibt mit Themenschwerpunkten einen Querschnitt durch das Sammlungsgebiet. Sie zeigt unter anderem die Anfänge des deutschen Rundfunks in Berlin, einen Nachbau der ersten von Manfred von Ardenne 1931 präsentierten elektronischen Fernsehanlage der Welt sowie das einzige funktionsfähige Schwarzweiß-Fernsehstudio der Welt von 1958.
Hadwig Dorsch war von 1983 bis zu ihrer Pensionierung Leiterin der Abteilung Rechen- und Automatisierungstechnik. Heute wird die Abteilung von Eva Kudraß geleitet.

### Schreib- und Drucktechnik, Papiertechnik
Die Ausstellung zur Geschichte der Drucktechnik konzentriert sich auf das Verfahren des Hochdrucks. Besucher können unter Aufsicht der Vorführer auf einer hölzernen Presse aus dem 17. Jahrhundert oder auf gusseisernen Pressen aus dem 19. Jahrhundert drucken, zum Beispiel einer Stanhope-Presse aus dem Jahr 1835. Auf der Linotype können sie Zeilen für eine Visitenkarte setzen und diese auf einer Boston-Tiegeldruckpresse anschließend drucken. Der Bereich Bürotechnik zeigt eine Auswahl aus der umfangreichen Sammlung von Büromaschinen; einen Teil davon können Besucher selbst ausprobieren. Außerdem wird eine Schnellpresse und ein Heidelberger Tiegel ausgestellt.
Neben der Abteilung Drucktechnik befindet sich im ehemaligen Pferdestall die Abteilung Papiertechnik. Die Tränken werden als Schöpfwannen für Workshops zur Papierherstellung verwendet. Außerdem kann eine Langsiebpapiermaschine für den Laborbetrieb der Bundesanstalt für Materialprüfung von 1960 besichtigt werden.

### Energietechnik
Wasserradⓘ

Aufgenommen im April 2015

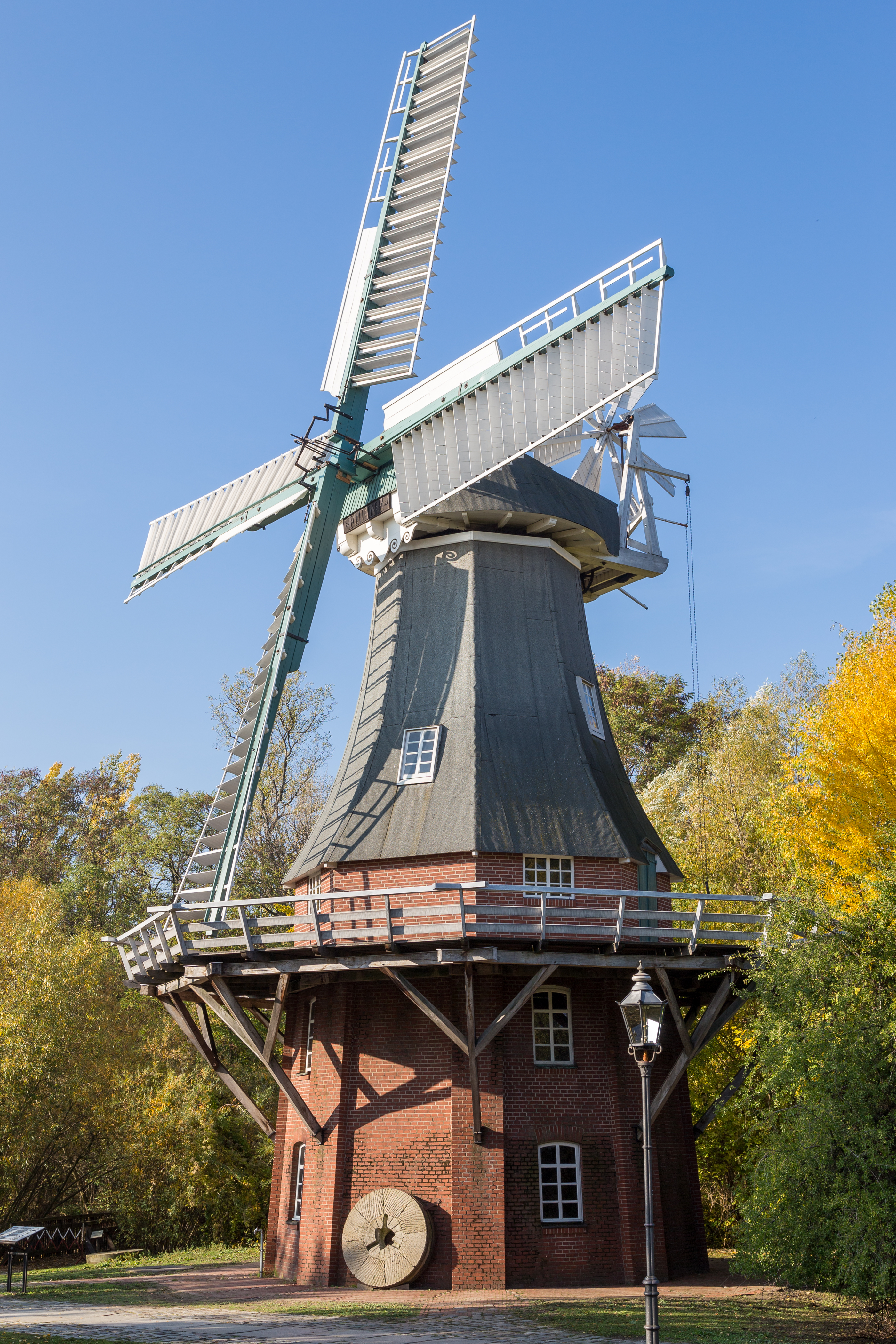
Die Holländerwindmühle Foline auf dem Freigelände

Zum Bereich Energietechnik gehören u. a. drei Dampfmaschinen. In der Eingangshalle des Museums befindet sich eine Dampfmaschine, die ein ganzes Ensemble von Werkzeugmaschinen antreibt. Sie steht für den Anfang einer eigenständigen Energietechnik. Zwei weitere Dampfmaschinen befinden sich im Lokschuppen 1 und im Innenhof zwischen diesem und dem Lokschuppen 2.
Weitere Objekte dieses Bereichs sind im Freigelände des Museums zwei historische Windmühlen – eine Holländer- und eine Bockwindmühle – die vorindustrielle Energieumsetzung demonstrieren. Trotz ihrer ausgeklügelten Mechanik bilden sie einen Kontrast zur industriellen Maschinentechnik: Die Naturkraft Wind und die handwerkliche Bauweise prägen die Konstruktion. Als modernes Gegenstück dazu setzt eine Solaranlage mit Hilfe des Sonnenlichts ein Wasserspiel in Gang.
Ebenfalls zum Themenfeld Energietechnik gehören die umfangreichen Beständes AEG-Archivs, die auch bedeutende Entwürfe des Industriedesign-Pioniers Peter Behrens enthalten.

### Verkehrs- und Ingenieurbau
Das Museum besitzt die außerordentliche Sammlung zum Wasserbau des ehemaligen Verkehrs- und Baumuseums im Hamburger Bahnhof, die viele funktionsfähige, sehr großmaßstäbliche und technisch hochwertig gearbeitete Modelle sowie eine große Zahl von Plänen, Gemälden und Landkarten umfasst.
Obwohl nur ein kleiner Teil davon gezeigt werden kann, vermittelt die Ausstellung ein intensives Bild der verschiedenen Brückenformen, Wasserregulierungs- und -hebebauten sowie Hafenanlagen und gibt einen Eindruck von der Ingenieurbaukunst des Kanal-, Schleusen-, Straßen- und Brückenbaus.

### Chemie und Pharmazie
Die Dauerausstellung „Pillen und Pipetten“ stellt seit Juni 2010 historische und gegenwärtige Aspekte der chemischen und pharmazeutischen Industrie dar. Auf 400 m² vermittelt sie einen Einblick in die Branche am Beispiel des früheren Chemie- und Pharmakonzerns Schering.
Erstmals wird damit in Deutschland dieser bedeutende Industriezweig in einem großen Museum präsentiert. Kurator und Leiter des Fachgebietes war bis 2017 Volker Koesling. Gezeigt werden unter anderem Arbeitstechniken eines Labors, Arbeitsmittel von der Glaspipette bis zum modernen Pipettierroboter, die chemische Produktvielfalt, die Grundlagen der pharmazeutischen Industrie und die Probleme der Arzneimittelsicherheit. Besucher können auch gleichsam zum Pyrotechniker werden und virtuell ein Feuerwerk zusammenbauen und zünden.
Ein Themenschwerpunkt ist die Entdeckung der Sexualhormone und deren Anwendung als Verhütungsmittel in der von Schering entwickelten „Pille“ mit den Folgen für Sexualität und Familienplanung. Zur Ausstellung erschien der Begleitband Pillen und Pipetten: Wie Chemie und Pharmazie unser Leben bestimmen.

### Wissenschaftliche Instrumente
Seit Eröffnung der Dauerausstellung Schifffahrt im Dezember 2003 ist der Bereich der Navigationsinstrumente wieder in erweiterter Form zu sehen.
Andere Bereiche wie Mikroskopie, Spektroskopie, Zeitmessung oder die umfangreiche Sammlung von Waagen und Gewichten lagern zunächst im Depot. Sie sind der Grundstock für eine geplante größere Präsentation im Zuge des weiteren Museumsausbaus.

### Geschichte der Filmtechnik

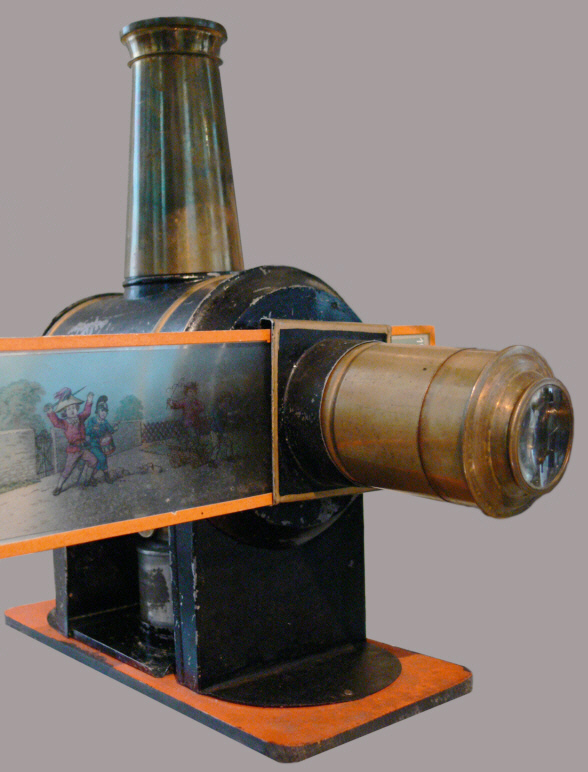
Laterna magica

Dieser Bereich des Museums präsentiert Geschichte der Filmtechnik von der Laterna magica bis zum modernen Filmprojektor, vom mittelalterlichen Guckkasten über die optischen Spielereien des 19. Jahrhunderts wie die Wundertrommel, den Tätigkeits- oder den Schnellseher bis zum Kino- und Videofilm der 1980er Jahre.
Zu den mehrere hundert Objekten gehören das Ochsenauge von 1750, Guckkästen und Finstere Kammern, Kine-Messter-Kameras und ein Panzerkino aus der Frühzeit der deutschen Filmindustrie, professionelle Aufnahmekameras aus allen Epochen, Amateuraufnahmegeräte von 1898 bis zu modernen Videokameras, ein Filmset-Diorama mit Originalgeräten und ein Schneideraum. Viele Geräte aus der Vor- und Kinogeschichte und funktionstüchtige Nachbauten früher Filmpioniere können die Besucher selbst ausprobieren. Historische Filmausschnitte wie die Kopie eines Original-Edison-Films über die Hinrichtung von Maria Stuart, Filme über die Berliner Pioniere Max Skladanowsky und Oskar Messter sowie frühe Amateurfilme können angesehen werden.

### Historische Brauerei
Im Museumspark, in einem ehemaligen Lagerhaus der Nürnberger Tucher Bräu AG, wurde eine historische Brauerei eingerichtet, die den Übergang vom handwerklichen zum industriellen Bierbrauen zeigt.
Der Schwerpunkt dieser Ausstellung liegt in der Erläuterung des klassischen Bierherstellungsprozesses, mit den technischen Ausrüstungen aus der Anfangszeit des 20. Jahrhunderts. Mittelpunkt der Brauerei ist das Sudhaus mit seinen Braugefäßen aus dem Jahr 1909. Es ist über historische, gusseiserne Treppen zu erreichen und stellt mit den kupfernen Behältern, seinen glänzenden Armaturen, Handrädern und Rohrleitungen ein besonderes technisches Denkmal dar.

### Freigelände/Museumspark

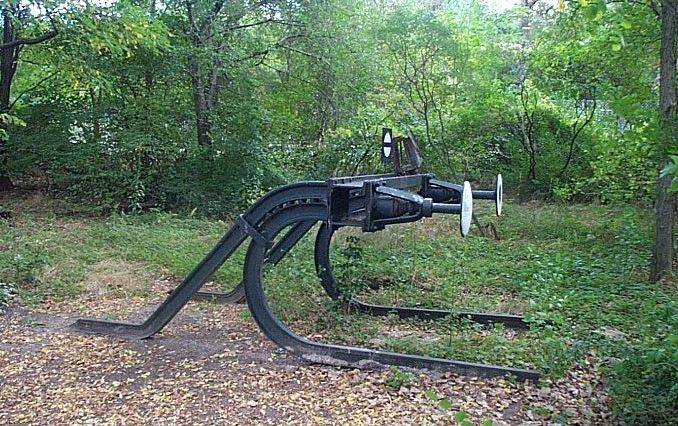
Alter Prellbock im Museumspark

Einige Anlagen des früheren Bahnbetriebswerks wurden in den 1980er Jahren rekonstruiert. Dazu zählen außer Teilen der Gleisanlage auch ein Kohlenschrägaufzug, zwei Wasserkräne und ein Kohlenkran, die zum Teil für die Bevorratung der Dampfloks von das Technikmuseum besuchenden historischen Sonderzügen genutzt werden.
Der üppige Bewuchs des Geländes, der zwischen der Aufgabe des Bahnbetriebswerks 1952 und den 1980er Jahren entstanden war, wurde teilweise bewusst belassen, um diese Wiederaneignung durch die Natur zu dokumentieren, aber auch um die große Vielfalt an Pflanzen zu schützen. In diesem Biotop lassen sich noch Reste originaler Anlagen des Bahnbetriebswerks ausmachen, so beispielsweise des Kohlenbansens aus Beton, der parallel zum heute gepflasterten Bereich liegt.

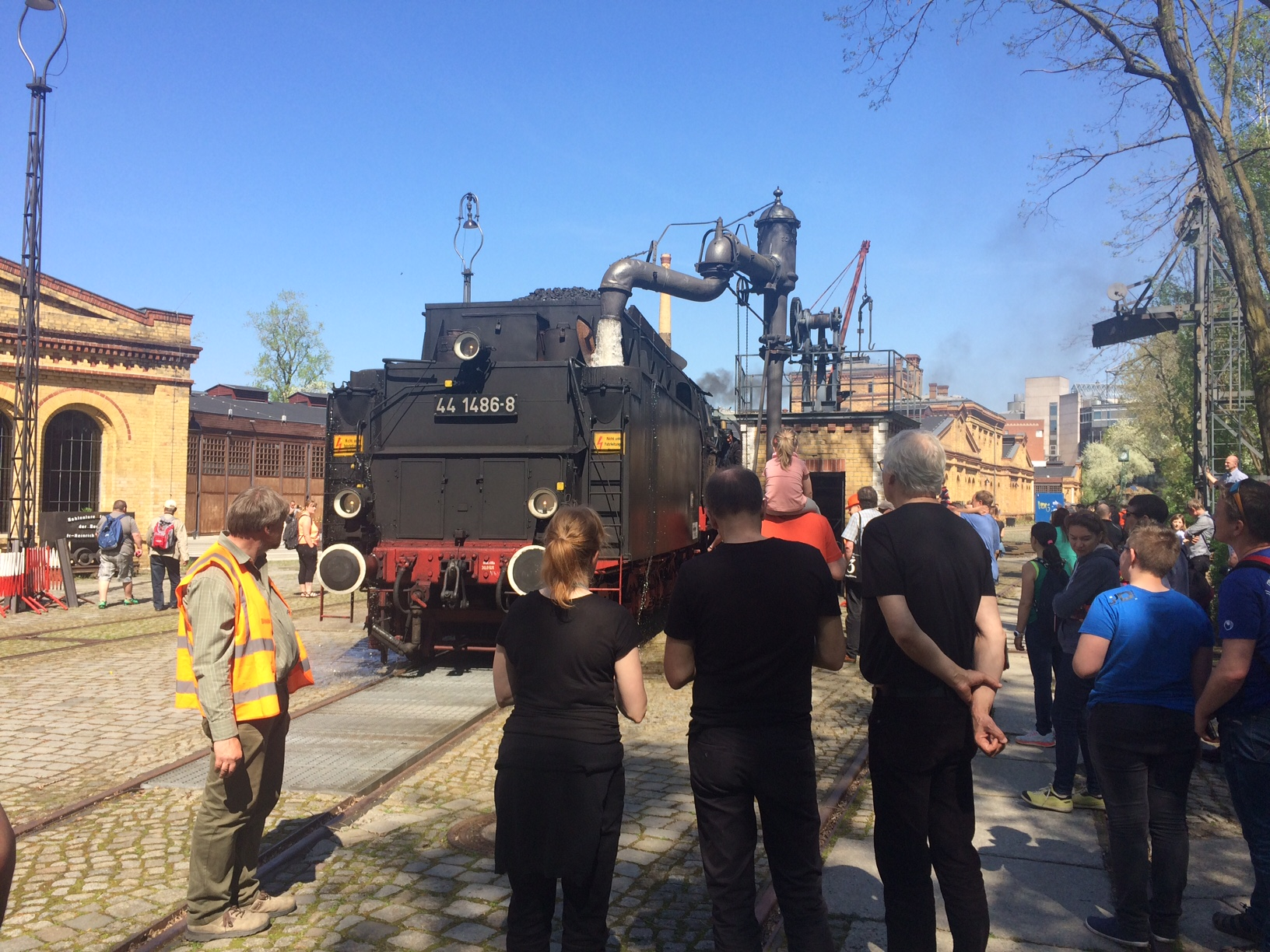
Dampflokbespannte Sonderzüge können im Freigelände ihre Vorräte ergänzen, wie hier die Lok 44 1486 der Eisenbahnfreunde Traditionsbahnbetriebswerk Staßfurt im April 2018

Der als ‚Museumspark‘ bezeichnete Außenbereich des Museums findet seit 2011 im umgebenden Park am Gleisdreieck seine Fortsetzung im Stadtraum.

### Historisches Archiv und Bibliothek
Das Historische Archiv, die Bibliothek und die Bildstelle sind Serviceeinrichtungen für Museumsbesucher sowie für die Mitarbeiter des Hauses.
In den reichhaltigen Beständen zur Technik- und Industriegeschichte mit dem Schwerpunkt Berlin finden sich unter anderem das AEG-, Borsig- oder Zündapp-Archiv, das Stiasny-, Feldhaus-Archiv sowie die VDI- und Kammer der Technik (KdT)-Bibliotheken sowie Teile der Bibliothek des ehemaligen Museums für Meereskunde.

### Kommunikations- und Informationsnetze

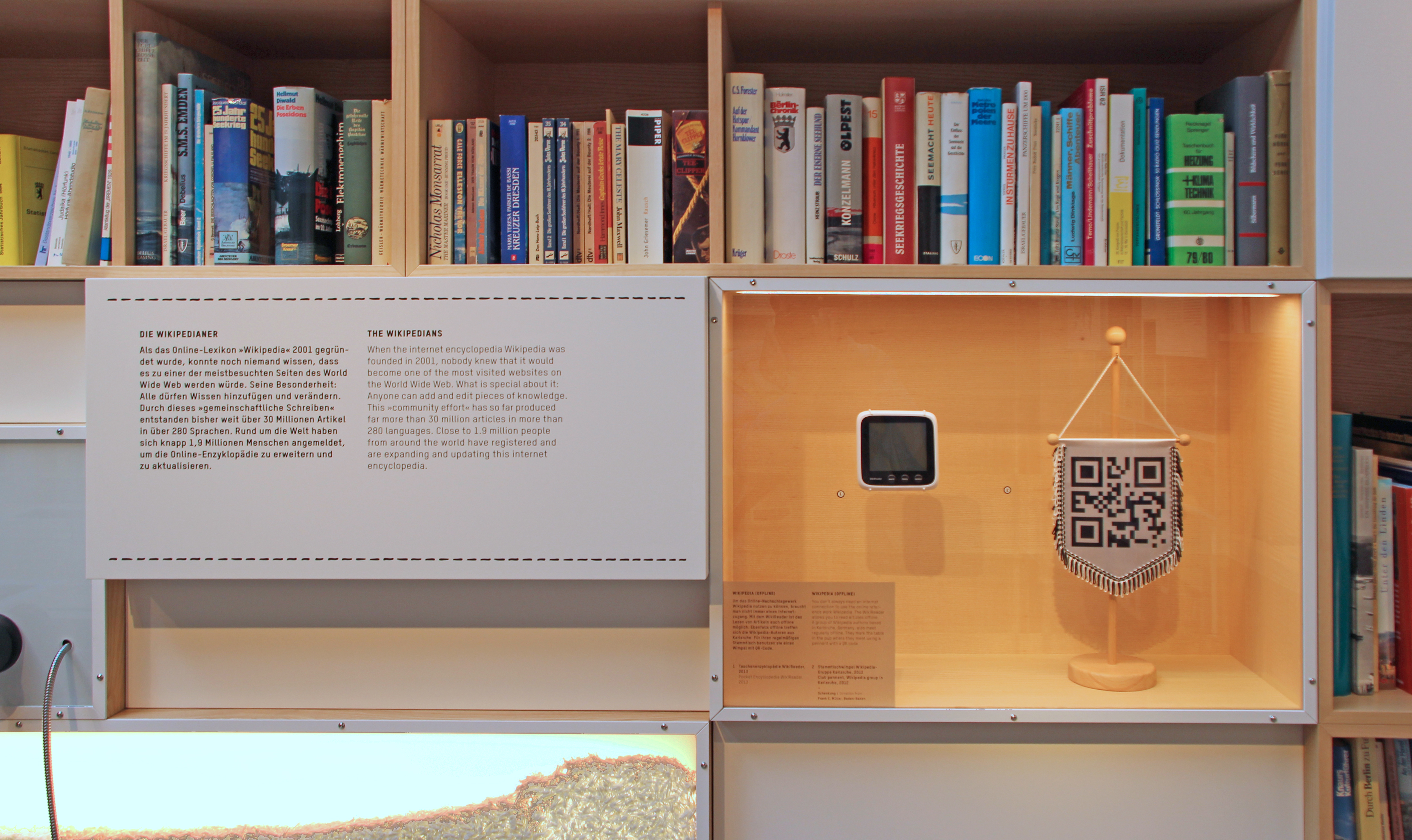
Text und Exponate zur Wikipedia in der Ausstellung Das Netz

Seit September 2015 gibt es in der Ladestraße die Dauerausstellung Das Netz. Menschen, Kabel, Datenströme. Im Gegensatz zu den traditionellen sammlungsbezogenen Ausstellungen des Museums verfolgt Das Netz einen themenbezogenen Ansatz. Die Dauerausstellung fragt danach, welchen Einfluss Kommunikations- und Informationsnetze auf Leben, Denken und Handeln der Menschen haben und hatten. Ausgehend vom Internet wird ein historischer Bogen bis ins 19. Jahrhundert zur Telegrafie geschlagen.

## Sonderausstellungen
Das Technikmuseum zeigt regelmäßig Ausstellungen zu verschiedenen Themenbereichen.
- 2009:
  - Gleisdreieck 1978. Fotografische Spurensicherung im alten West-Berlin
  - Der Auftrag der Kinder. Was wir heute gegen den Klimawandel tun können
  - Eigensinn mit Luntenzündung, Sonderausstellung aus Anlass des Mauerfalls vor 20 Jahren
  - mathema. Ist Mathematik die Sprache der Natur?
  - VEB Pentacon Dresden – Der letzte Produktionstag der Praktica
  - Helmholtz-Gemeinschaft: Wunderkammer Wissenschaft
  - Speisen auf Reisen. Essen und Trinken im Umfeld der Eisenbahn (seit 2004)
- 2010:
  - Global Players – Spielzeug aus Afrika
  - Gesichter Indiens – Menschen vor der Kamera
  - IT und Medienkunst Art of Engineering, Finalistenbeiträge des interdisziplinären Wettbewerbs der Ferchau Engineering GmbH im Technikmuseum
  - Max Krajewsky – Fotochronist der Berliner Baugeschichte, Fotoausstellung
  - Der Flettner-Rotor – eine gescheiterte Innovation?
  - Rostige Bilder? Industriefotografie in der DDR 1990/91
  - Bewahrung und Verfall, Gegenüberstellung zeitgenössischer Arbeiten mit ausgewählten Beständen aus dem Fotoarchiv der Stiftung Deutsches Technikmuseum Berlin
- 2011:
  - Sie liegen uns zu Füßen – Straßendeckel in Berlin
  - Unterwasserfotografie – mit der Kamera auf Tauchgang
  - Alles ist Wasser – Kunstfotografien von Charlotte Sonntag, Fotoausstellung
  - Edle Papiere aus Gmund – Eine Papierfabrik stellt sich vor
  - Chausseen – Alleen – Meilensteine – Chausseehäuser. Zeitzeugen der wirtschaftlichen und kulturellen Entwicklung Brandenburgs und Berlins
- 2012:
  - Schiffspropeller: Monumentale Kunstwerke
  - Die Zugezogenen – Neusiedler in der Uckermark
- 2013:
  - Zwischen Himmel und Hölle – Kinder fotografieren ihr Berlin
  - Windstärken, Sonderausstellung zum Thema Wind in Museum und Museumspark
- 2014:
  - Gleisdreieck – Ein Bahngelände in Berlin, Fotoausstellung
  - Orenstein & Loewe: 20 große Namen der Technikgeschichte
  - Peter Behrens – Bauten für die AEG, Fotoausstellung
  - Berliner Linse 2013, Fotoausstellung
- 2015:
  - Max de Esteban: Vom Vergehen, Fotoausstellung
  - Hans Schaller, Luftfahrtfotograf, Fotoausstellung
  - 30 Jahre in 30 Fotografien
  - Bilder von morgen, interaktives Panorama
  - Beyond the blinds, Fotoausstellung
- 2016:
  - ALL.täglich! – die INNOspaceExpo
  - Fachwerk(e) – Renaissance edler Metalle
  - Der Mensch bei der Arbeit, Fotoausstellung
  - Technik für Hitlers Olympia, Fotoausstellung
- 2017:
  - Vom Kaufhaus zum Tacheles, Fotoausstellung
  - Ozeane – Expedition in unerforschte Tiefen
  - 100 Jahre Zündapp: Industriefotos von Albert Renger-Patzsch, Fotoausstellung
  - Erich „Wüste“ Hoffmann und der Berliner Radsport, Fotoausstellung
- 2018:
  - Seezeichen!
  - Mathematik des Planeten Erde
  - Umgeparkt – Autos aus dem Museumsdepot
  - Die Brieftaube als Fotograf, Fotoausstellung
  - Notenstecherei Paris, Fotoausstellung
  - 40 Jahre Deutsche im Weltall. Zwei Staaten, elf Raumfahrer, einhundert Objekte (20. September – 30. Dezember 2018)[48]
  - Architectura navalis – Schwimmender Barock
  - Stürmische See und Brandung, Fotoausstellung
- 2019:
  - Verborgene Strukturen
  - Gesichter der Arbeit
- 2021:
  - Cosmic Culture
  - Berliner U-Bahn: gestern & morgen
- 2022:
  - Alltag an Schienen (21. Januar 2022 – 19. Februar 2023)
  - Zug zur Zukunft (12. Mai 2022 – 31. Mai 2023)
  - Wahnsinn! Illegale Straßenrennen – Wie stoppen wir den Temporausch? (25. Februar – 28. August 2022)
  - Projekt Lightspeed (23. September 2022 – 29. Januar 2023)
  - Reparieren (7. Dezember 2022 – 3. September 2023)
- 2023:
  - Signs of Change. Landschaften im Klimawandel (22. März 2023 – 23. März 2024)
  - Dünnes Eis – Komm mit auf Klimaexpedition (23. November 2023 – 8. September 2024)
- 2024:
  - Freiheit auf zwei Rädern. Das Fahrrad auf französischen Plakaten um 1900 (24. April 2024 – 19. Januar 2025)
  - Rückenwind. Mehr Stadt fürs Rad! (29. November 2024 – 7. September 2025)
- 2025:
  - Die lebende Stadt. Ein fotografisches Spiel der Begegnungen (6. März 2025 – 27. Januar 2026)

## Anschlussbahn
Das Museum verfügt über eine eigene Anschlussbahn mit einer Länge von rund 1,8 Kilometern. Mit dieser wird das Museumsgelände mit den Depothallen an der Monumentenbrücke im Ortsteil Schöneberg verbunden. Auf diese Weise lassen sich historische Fahrzeuge zwischen dem Depot und der Schienenverkehrsausstellung in den historischen Lokschuppen des Museums austauschen.
Am Depot Monumentenbrücke gibt es zudem eine Übergabestelle zum Schienennetz der Deutschen Bahn AG, die direkt zur Nord-Süd-Fernbahn führt. Über diese Verbindung erhält das Museum Fahrzeug-Neuzugänge, und auch historische Sonderzüge können so direkt auf das Museumsgelände fahren, wo ein Bahnsteig besteht.
Zwischen den beiden Haltepunkten Hauptgebäude und Depot finden zudem an September-Sonntagen kostenlose Pendelfahrten statt. Zum Einsatz kommt dabei die von Orenstein & Koppel 1967 gebaute Diesellokomotive des Typs MB 10 N und ein historischer Eilzugwagen von 1934 (Gattung C4i-34a). Die Strecke führt durch den im Jahr 2011 eröffneten Park am Gleisdreieck und über eine der historischen Yorckbrücken. Zur Anschlussbahn gehören auf dem Museumsgelände unter anderem auch ein funktionstüchtiger Wasserkran, eine Schlackegrube und die beiden Drehscheiben vor den Lokschuppen mit einem Durchmesser von je 23 Metern. Die Anschlussbahn wird von zwei hauptberuflichen Lokführern betrieben.

## Förderverein
Berliner Bürger sowie Vertreter verkehrlicher und technischer Einrichtungen gründeten im Jahr 1960 die Gesellschaft für die Wiedererrichtung eines Verkehrsmuseums in Berlin e. V., da die entsprechenden Museen durch die Kriegsfolgen nicht verfügbar waren. Nachdem im Mai 1964 in den Räumen der Urania eine Schausammlung eröffnet worden war, erhielt der Förderverein einen neuen Namen: Verkehrsmuseum Berlin e. V.

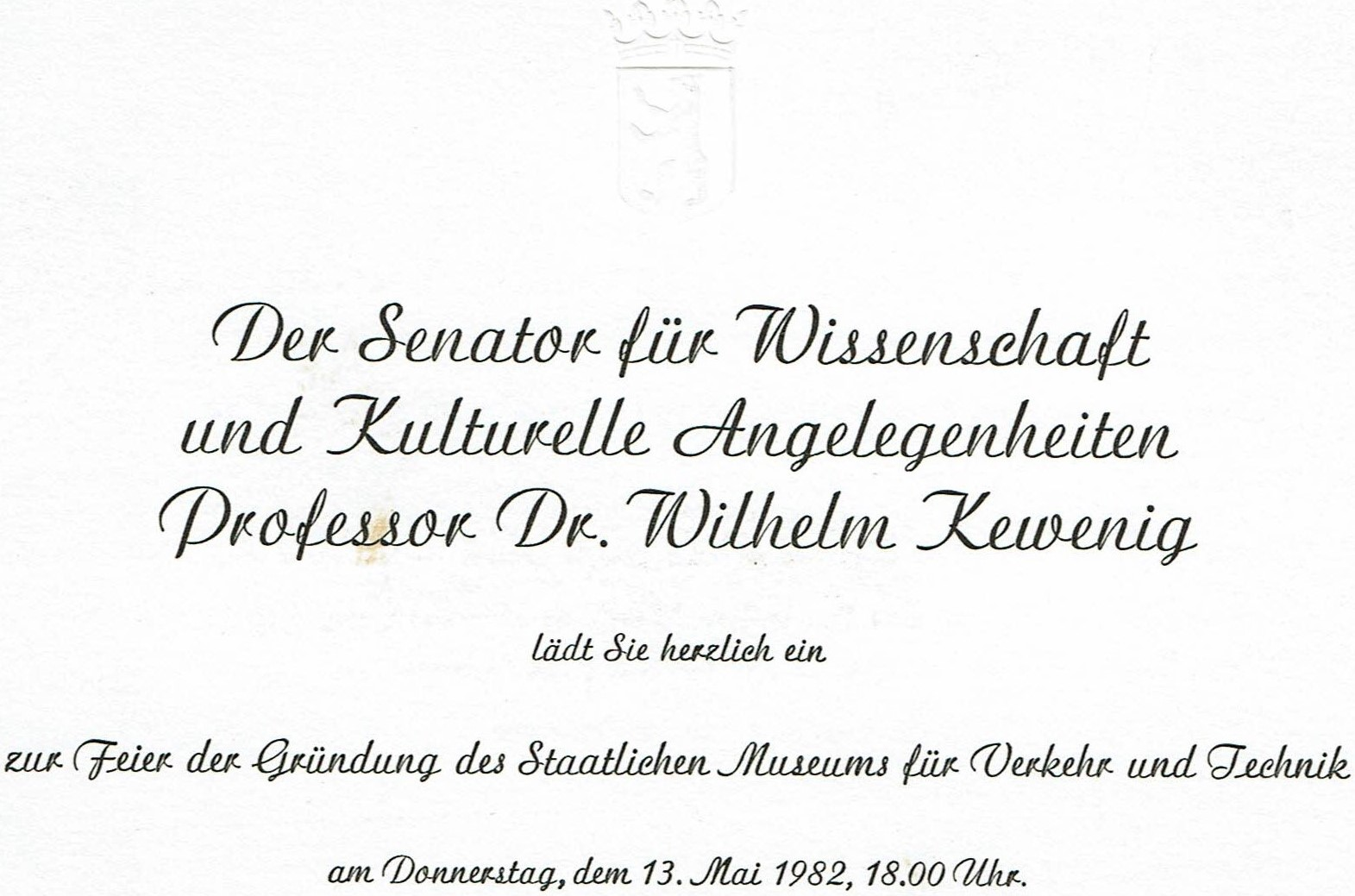
Einladung zur Gründungsfeier des Museums für Verkehr und Technik am 13. Mai 1982

Im Jahr 1970 beauftragte der Berliner Senat den Förderverein mit der Projektleitung für die Errichtung eines staatlichen Museums für Verkehr und Technik. Nach der Berufung des Direktors, Günther Gottmann, im Jahr 1980 wurde die Gründung des Museums am 13. Mai 1982 im Ernst-Reuter-Haus gefeiert.
Der Verein nennt sich seit dem 21. Jahrhundert Freunde und Förderer des Deutschen Technikmuseums Berlin e. V. (FDTM). Er unterstützt das Deutsche Technikmuseum durch Erwerbungen und vielseitige Aktivitäten museumsbezogener Art, beispielsweise durch den wöchentlich regelmäßigen einmaligen Fahrbetrieb des Bahnmodells „Anhalter Bahnhof“ (Lokschuppen 2) in der Nenngröße H0.